# Micrommata ligurina
Micrommata ligurina è una specie di ragno cacciatore. Fu descritto per la prima volta da Carl Ludwig Koch nel 1845.

## Descrizione
Nelle femmine di Micrommata ligurina la lunghezza del corpo può raggiungere 9–14 millimetri (0,35–0,55 in), mentre nei maschi è di circa 6–9 millimetri (0,24–0,35 in). Il carapace è lungo e stretto e l'addome è allungato. Il cefalotorace e le lunghe zampe delle femmine sono di colore verde brillante, con un addome verde più chiaro che mostra una fascia mediana quasi indistinta.
Questo ragno è molto simile al ragno cacciatore verde (Micrommata virescens), ma le femmine hanno un punto nero sul carapace. Inoltre i maschi adulti di M. ligurina presentano una fascia mediana marrone scuro sull'addome con lati biancastri o grigi.
Gli otto occhi sono disposti su due file e circondati da peli bianchi. Gli adulti si possono trovare a fine inverno e all'inizio della primavera.

## Distribuzione
Micrommata ligurina è presente dal bacino del Mediterraneo all'Asia centrale. L'areale di questa specie comprende Bulgaria, Croazia, Francia, Gran Bretagna, Grecia, Italia, Macedonia, Malta, Portogallo, Romania e Spagna.

## Habitat
Questi ragni cacciatori vivono sulla vegetazione erbacea.

## Galleria

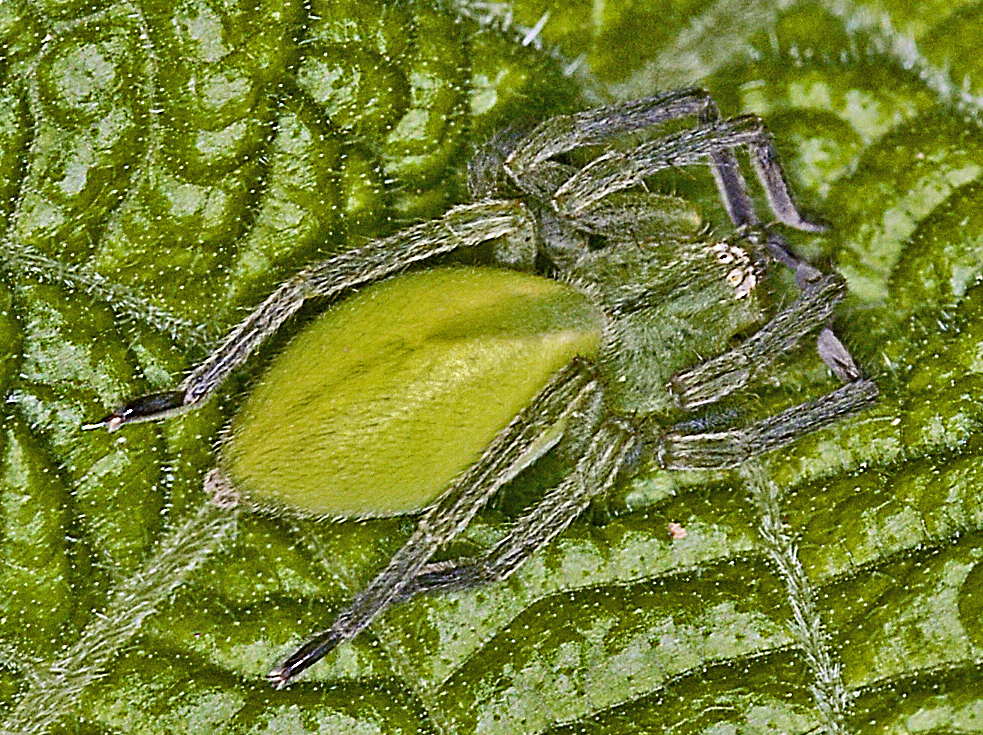
Femmina di Micrommata ligurina
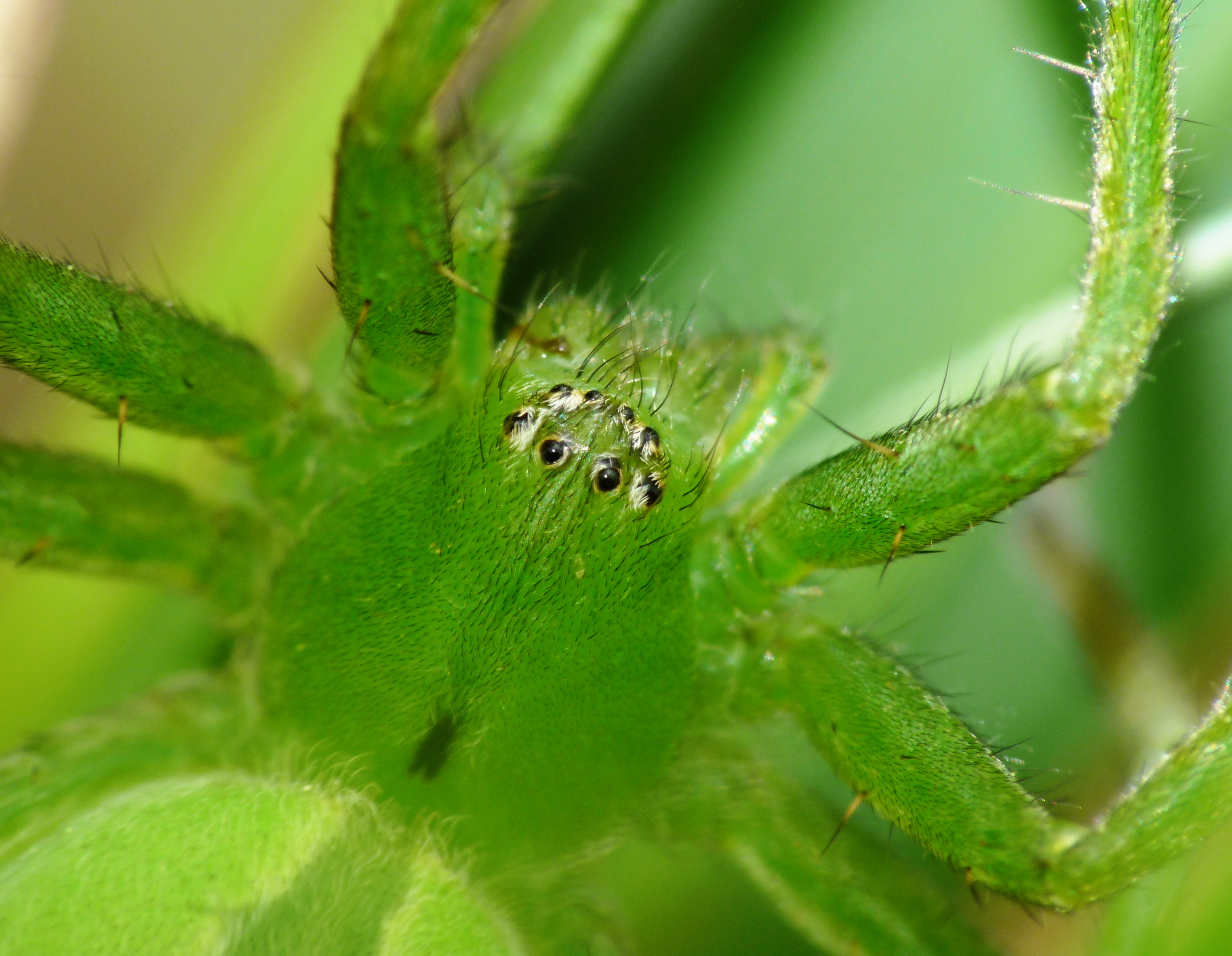
Occhi e cefalotorace di M. ligurina